# Charles-André Doudin
 (décembre 2024).
Charles-André Doudin, né le 12 septembre 1986 à Payerne en Suisse, est un footballeur suisse qui évolue au poste de milieu de terrain.

## Parcours sportif
Charles-André Doudin joue ses premiers match professionnel sous les couleurs du Neuchâtel Xamax lors de la saison 2004-2005 en prenant part à ses premiers matchs de Super League. L'été suivant, il marque son premier but en professionnel lors d'une victoire six buts à zéro contre Ararat Erevan en Coupe Intertoto.
En 2006, et après un prêt au Meyrin FC il rejoint le SR Delemont quelques mois avant de signer au FC La Chaux-de-Fonds, trois clubs de Challenge League.
Prêté six mois au FC Lugano de janvier à juillet 2008, il revient la saison suivante à La Chaux de Fonds avant de repartir définitivement au FC Lugano pour la saison 2009-2010.
Après un passage de trois ans au FC Biel-Bienne, il revient dans son premier club professionnel ou presque, le club ayant fait faillite quelques mois auparavant et réapparaissant sous le nom de Neuchâtel Xamax FCS en quatrième division. Il participe lors des deux premières années aux deux promotion qui emmène le club en seconde division. En 2018, il est champion de Challenge League et retrouve l'élite du football Suisse. La même saison, il termine meilleur passeur du championnat.
Malgré une prolongation signé un avant, il quitte le club en 2020 à la suite de la relégation.

## Palmarès
Avec Neuchâtel Xamax FCS, il est champion de 1re Ligue (quatrième division) en 2014, de Promotion League (troisième division) en 2015 et de Challenge League (seconde division) en 2018.
Individuellement, il est meilleur passeur de Challenge League en 2018.